# حجت‌آباد (راور)
حجت‌آباد (راور)، روستایی از توابع بخش مرکزی شهرستان راور در استان کرمان ایران است.

## جمعیت
این روستا در دهستان راور قرار دارد و براساس سرشماری مرکز آمار ایران [[سرشماری عمومی نفوس و مسکن (۱۳۹۵) جمعیت آن۵٢٠ نفر (۱۲۶خانوار) بوده‌است

## جغرافیا واقلیم
این روستا در غرب شهرستان راور وشمال استان کرمان قرار دارد. فاصله این روستا تا مرکز شهرستان ۴۰کیلومتر است. 
هوای این روستا در زمستان سرد و درتابستان نیمه گرم می باشد. 
آب وهوای روستا در بهار برای گذراندن اوقات فراغت بی نظیر است.